# Mademoiselle et son gang
Pour plus de détails, voir Fiche technique et Distribution.
Mademoiselle et son gang est un film français de Jean Boyer sorti en 1957.

## Résumé
Auteur d'un roman policier à succès Le Poulet se mange froid sous le pseudonyme de Sam O'Connor, la fille de l'inspecteur Bourdieux, Agnès, est entraînée malgré elle par deux jeunes dévoyés sans envergure, Dédé et Juju, à la tête d'une bande de gangsters. Elle n'est pas insensible au charme de M. Paul, un faux caïd qui est en fait un fils de bonne famille, amateur de sensations fortes. Projetant un braquage chez une amie snob de Paul, elle y fera arrêter, grâce à l'aide de son père, le véritable Sam O'Connor, évadé de prison. Puis Paul et elle s'avoueront leurs tendres sentiments.

## Fiche technique
- Titre : Mademoiselle et son gang
- En Belgique : Le goût du massacre
- Réalisation : Jean Boyer, assisté de Fabien Collin, Michel Wichard
- Scénario : Rodolphe-Maurice Arlaud
- Dialogues : Serge Veber
- Photographie : Charles Suin
- Musique : Louis Gasté - 
  - Chanson : Avec celui qu'on aime, avec à l'accordéon : André Verchuren
- Décors : Robert Giordani, assisté de Jacques d'Ovidio et Claude Moesching
- Montage : Jacques Desagneaux, assisté de Jacqueline Brachet
- Son : Pierre-Henri Goumy, assisté de Urbain Loiseau et Pierre Bareille
- Sociétés de production : Régina S.A, Del Ducca Films
- Société de distribution : Cinédis
- Tournage du 5 novembre au 10 décembre 1956 à Paris Studio Cinéma de Billancourt
- Pays de production :  France
- Format : noir et blanc — 35 mm
- Genre : comédie policière
- Durée : 90 minutes
- Date de sortie :
  - France : 12 juillet 1957
- Visa d'exploitation : 16.875
- Affiche : René Ferracci (France)

## Distribution
- Line Renaud : Agnès Bourdieux, la fille de l'inspecteur
- Philippe Nicaud : Christian Vandier, alias Monsieur Paul
- Jean Carmet: Dédé, un petit escroc sans envergure
- Christian Duvaleix : Juju, le complice de Dédé
- Noël Roquevert : L'inspecteur Bourdieux, le père d'Agnès
- Jean-Jacques Delbo : Sam O'Connor, le chef de gang évadé
- Jacqueline Marbaux : La respectueuse
- Georges Lannes : Le commissaire Grayssac
- Raymond Gérôme : L'avocat de la défense pour Dédé et Juju
- André Dalibert : Marcel, un employé du commissariat
- Paul Bonifas : Marcel, le patron de l'hôtel
- Camille Guérini : Un habitué de l'hôtel
- Max Elloy : Victor, le garçon de bureau du journal "Détective"
- Nina Myral : Mme Bardinet, la propriétaire de la villa
- Louis Bugette : "Jojo, le connard", un membre de la bande à Sam
- Sylvia Lopez : Marie-Christine, la jeune femme "snob"
- Jany Clair : Isabelle
- Georgette Anys : "Gravos", une ancienne complice de Sam
- Henri Garcin : L'ami "snob" de Christian
- René-Louis Lafforgue : "La Fourchette", un membre de la bande à Sam
- Charles Lemontier : Le président du tribunal
- Jacques Ary : "Emile l'Africain", un membre de la bande à Sam
- Sacha Briquet : Emile, le serveur
- Jean Sylvère : L'avocat général
- Marcel Loche : Un patron de bistrot
- Andrès : Un avocat qui reçoit un projectile
- Jacques Mancier : Le directeur du journal "Détective"
- Henri Coutet : Félix, le jardinier de la villa
- Robert Blome : Un consommateur
- Henri Guégan : Un danseur
- Roger Lecuyer : Lui-même reçu par le directeur de "Détective"
- Lucien Desagneaux
- Sam Endel
- Yvonne Decade
- Véronique Zuber
- Catherine Gay
- Paulette Simonin
- Jenny Astruc
- Jacques Sablon
- Bernard Andrieu
- René Arrieu